# Gellér Sándor (labdarúgó)
Gellér Sándor (Vesszős, 1925. július 12. – Budapest, 1996. március 13.) válogatott magyar labdarúgó, az Aranycsapat cserekapusa. Pályára lépett a londoni 6-3-as mérkőzésen.  Öccse, Gellér István olimpiai válogatott labdarúgó; testvére Gellér Ferenc, a DVSC centerhalfja; fia, ifjabb Gellér Sándor, válogatott kosárlabdázó, edző.

## Pályafutása

### Klubcspatban
1947-ig a Püspökladányi SC kapusa volt, majd az MTK-hoz igazolt, ahol 1962-ig 260 bajnoki mérkőzésen védett. Háromszoros bajnok, egyszeres MNK és KK győztes. Utolsó idényében a Vásárvárosok Kupájában az elődöntőjéig jutott a csapattal.

### A válogatottban
1950 és 1956 között 8 alkalommal volt válogatott. Grosics Gyula mellett az állandó tartalék kapus volt. Pályára lépett csereként 1953. november 25-én az évszázad mérkőzésén Londonban. Kerettag volt 1952-es nyári olimpián Helsinkiben és 1954-es svájci világbajnokságon, de egyik alkalommal sem lépett pályára, így érmet nem nyert.

## Sikerei, díjai
- Magyar Népköztársasági Sportérdemérem ezüst fokozat (1951)[5]
- A Magyar Népköztársaság kiváló sportolója (1951)[6]
- Munka Érdemrend (1953)[7]
- A Magyar Népköztársaság Érdemes Sportolója (1954)[8]
- A Magyar Köztársasági Érdemrend tisztikeresztje (1993)[9]
- Magyar bajnokság
  - bajnok: 1951, 1953, 1957–58
  - 2.: 1950-ősz, 1952, 1954, 1955, 1957-tavasz, 1958–59
  - 3.: 1949–50, 1960–61
- Magyar Népköztársasági Kupa
  - győztes: 1952
- Közép-európai kupa (KK)
  - győztes: 1955
- Vásárvárosok kupája (VVK)
  - elődöntős: 1961–62

## Statisztika

### Mérkőzései a válogatottban
| Magyarország | Magyarország         | Magyarország                  | Magyarország | Magyarország | Magyarország  | Magyarország | Magyarország | Magyarország |
| #            | Dátum                | Helyszín                      | Hazai        | Eredmény     | Vendég        | Kiírás       | Gólok        | Esemény      |
| ------------ | -------------------- | ----------------------------- | ------------ | ------------ | ------------- | ------------ | ------------ | ------------ |
| 1.           | 1950. szeptember 24. | Budapest, Megyeri úti stadion | Magyarország | 12 – 0       | Albánia       | barátságos   | -            | 73'          |
| 2.           | 1951. november 18.   | Budapest, Megyeri úti stadion | Magyarország | 8 – 0        | Finnország    | barátságos   | -            |              |
| 3.           | 1952. június 22.     | Helsinki, Olimpiai Stadion    | Finnország   | 1 – 6        | Magyarország  | barátságos   | -            | 46'          |
| 4.           | 1953. november 25.   | London, Wembley Stadion       | Anglia       | 3 – 6        | Magyarország  | barátságos   | -            | 78'          |
| 5.           | 1954. május 23.      | Budapest, Népstadion          | Magyarország | 7 – 1        | Anglia        | barátságos   | -            | 77'          |
| 6.           | 1956. április 29.    | Budapest, Népstadion          | Magyarország | 2 – 2        | Jugoszlávia   | Európa-kupa  | -            |              |
| 7.           | 1956. május 20.      | Budapest, Népstadion          | Magyarország | 2 – 4        | Csehszlovákia | Európa-kupa  | -            |              |
| 8.           | 1956. június 3.      | Brüsszel, Heysel Stadion      | Belgium      | 5 – 4        | Magyarország  | barátságos   | -            | 39'          |
|              | Összesen             |                               |              | 8            | mérkőzés      |              | 0            | gól          |